# Adelogramma primum
Adelogramma primum är en stekelart som beskrevs av Pinto 2006. Adelogramma primum ingår i släktet Adelogramma och familjen hårstrimsteklar. Inga underarter finns listade i Catalogue of Life.